# Silt (Kalifornia)
Silt – obszar niemunicypalny w hrabstwie Kern, w Kalifornii (Stany Zjednoczone), na wysokości 711 m.